# Laser BASIC
Laser Basic je nadstavba Sinclair BASICu, rozšiřující sadu příkazů o příkazy pro práci s grafikou a sprity. Na rozdíl od klíčových slov Sinclair Basicu je nutné klíčová slova Laser Basicu vypisovat po písmenech. Vzhledem k tomu, že je využíván původní editor ZX Spectra 48K, rozšířené příkazy začínají tečkou a rozšířené funkce otazníkem. Rozšířené funkce není možné použít ve spojení s původními příkazy.
Autorem Laser Basicu je firma Oasis Software. Byl dodáván společně s programem Sprite Generator.

## Přidaná klíčová slova

### Příkazy
- .ADJM
- .ADJV
- .ATDV
- .ATUV
- .ATDM
- .ATUM
- .ATLM
- .ATRM
- .ATLV
- .ATRV
- .ATON
- .ATOF
- .CLSM
- .CLSV
- .COL
- .DEF FN N()
- .DSPM
- .DSPR
- .GMAT
- .GMBL
- .GMND
- .GMOR
- .GMXR
- .GTBL
- .GTND
- .GTOR
- .GTXR
- .GWAT
- .GWBL
- .GWND
- .GWOR
- .GWXR
- .HGT
- .INVM
- .INVV
- .ISPR
- .LEN
- .MARM
- .MARV
- .MIRM
- .MIRV
- .MOVE
- .NPX
- .PMAT
- .PMBL
- .PMND
- .PMOR
- .PMXR
- .POKE
- .PROCFN N()
- .PTBL
- .PTND
- .PTOR
- .PTXR
- .PWAT
- .PWBL
- .PWND
- .PWOR
- .PWXR
- .REMK
- .RETN
- .ROW
- .RNUM
- .SCL
- .SCRM
- .SCRV
- .SET
- .SETM
- .SETV
- .SL1M
- .SL4M
- .SL8M
- .SR1M
- .SR4M
- .SR8M
- .SPNM
- .SP1
- .SP2
- .SL1V
- .SL4V
- .SL8V
- .SR1V
- .SR4V
- .SR8V
- .SPRT
- .TRON
- .TROF
- .WCRM
- .WCRV
- .WL1M
- .WL4M
- .WL8M
- .WR1M
- .WR4M
- .WR8M
- .WL1V
- .WL4V
- .WL8V
- .WR1V
- .WR4V
- .WR8V

### Funkce
- ?COL
- ?HGT
- ?KBF
- ?LEN
- ?PEK
- ?ROW
- ?SCM
- ?SCV
- ?SET
- ?TST